# Dirck Volkertszoon Coornhert

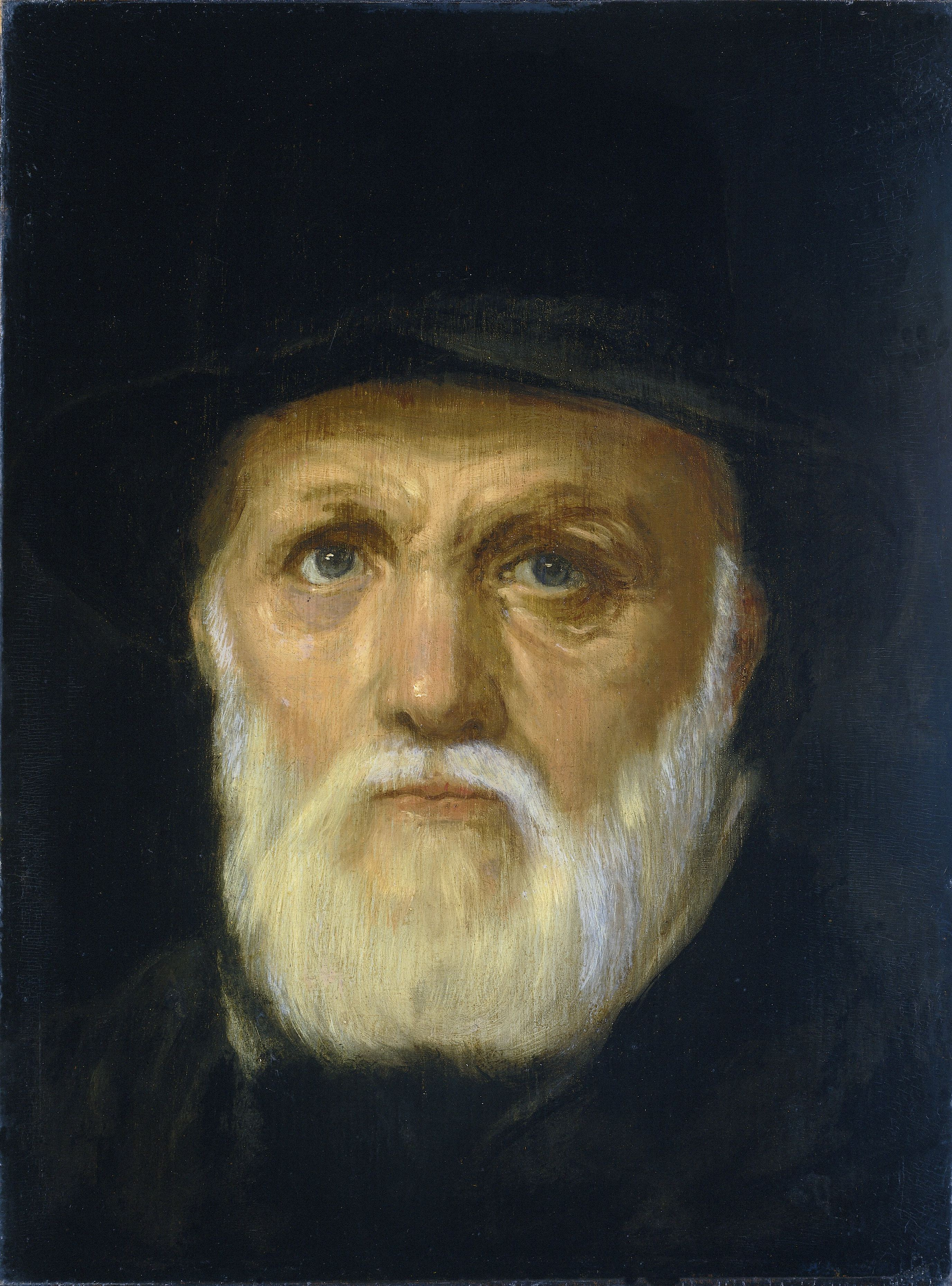
Porträt Coornherts von Kopie nach Cornelis van Haarlem, 1572–1600, Rijksmuseum Amsterdam

Dirck Volkertszoon Coornhert (* 1522 in Amsterdam; † 29. Oktober 1590 in Gouda) war ein niederländischer Dichter, Gelehrter, Politiker und Künstler.
Coornhert lebte seit 1542 in Haarlem, wo er mit dem Maler Maarten van Heemskerck zusammenarbeitete. 1561 wurde Coornhert Notar und ab 1562 Stadtsekretär. Nachdem er wegen Widerstands gegen die spanische Herrschaft über die Niederlande (siehe hierzu Spanische Niederlande) 1568 in den Haag inhaftiert worden war, floh er ins Exil nach Kleve und später nach Xanten. 1572 trat er während des Achtzigjährigen Krieges als Staatssekretär in den Dienst Wilhelms von Oranien. Von 1577 bis 1587 lebte Coornhert wieder als Notar in Haarlem, dann bis zu seinem Tod in Gouda.
Coornhert gilt als Gegner des Calvinismus und als Wegbereiter der klassischen Literatur in den Niederlanden. Er übersetzte Werke Ciceros, Senecas und Erasmus’ und schuf mit „Dolinghe van Ulysse“ ein bedeutendes Epos der niederländischen Literatur.

## Werkausgaben
- Politieke geschriften: Opstand en Religievrede. Hrsg. von J. Gruppelaar. Amsterdam University Press, Amsterdam 2009, ISBN 978-90-8964-015-4.
- Ilja M. Veldman (Hg.): Dirck Volkertsz. Coornhert (= The illustrated Bartsch, Bd. 55). Abaris Books, New York 1991, ISBN 0-89835-154-5.